# 阿拉巴馬州第四國會選區
阿拉巴馬州第四國會選區（英語：Fourth Congressional District of Alabama）是美国亚拉巴马州七個國會選區之一，始於1833年，2013年起位於該州的中北部。
該選區在2000年以來的總統選舉一直支持共和黨，在眾議員選舉方面自1901年起支持民主黨，此後只有兩次共和黨人代表該區。現任當區議員是自1997年代表本區的、共和黨的羅伯特·阿德霍爾特。